# Сава Василев
Сава Йорданов Василев е български литературен историк и писател.

## Биография
Роден е на 18 януари 1957 г. в Каварна. Завършва Българска филология във Великотърновския университет „Св. св. Кирил и Методий“ (1982). През 1990 г. печели асистентски конкурс в катедра Българска литература на ВТУ „Св. св. Кирил и Методий“. През 2001 г. защитава докторска дисертация на тема „Литературния мит Владимир Василев – опит за реконструкция“. Доцент (2003) и професор по история на българската литература (2011) в катедра „Българска литература“.
Водещ редактор на поредицата „Литературни кръгове и издания“ на издателство „Слово“. Главен редактор на алманаха за литература, наука и изкуство „Света гора“. Председател на Националното общество за литература и изкуства „Формула 6“.
Директор е на университетската библиотека към Великотърновския университет „Св. св. Кирил и Методий“ в течение на 15 години. Като директор разгръща постоянния проект „Академичен четвъртък“.
Като поет печели втора награда в шестото издание на националния литературен конкурс „С море в сърцето“ в Царево през 2020 г.

### Научни книги
- 1999 – „Литературна класика. 13 интерпретации“. Велико Търново: Слово, 1999, 221 с. (ISBN 954-439-549-0)
- 2000 – „Литературният мит Владимир Василев“. Велико Търново: Слово, 2000, 240 с. (ISBN 954-439-627-6)
- 2001 – „Преди и след потопа на мълчанието. Пет студии върху българската литература“. Велико Търново: 2001, 184 с. (ISBN 954-439-700-0)
- 2002 – „Българска литературна класика. Анализи и интерпретации“. Велико Търново: 2002, 286 с.
- 2002 – „Ново ръководство за ученика по литература. 11. клас“. Съавтори: Ив. Радев и Д. Михайлов.
- 2002 – „Случаят“ Ото Кронщайнер и кирилицата, българистиката и малките филологии“. Съавтори: Ив. Радев и Д. Кенанов. Велико Търново, 2002.
- 2007 – „Разсъбличането на метафорите. Личности, творби и сюжети в българската литература на XX в.“. Велико Търново: Слово, 2007, 192 с. (ISBN 978-954-439-871-2)
- 2011 – „Варвело“. Велико Търново: Фабер, 2011. (ISBN 978-954-400-526-9)[6]
- 2011 – „Арбанашките махали на литературата“. Велико Търново: Фабер, 2011. (ISBN 978-954-400-528-3)

### Литературна критика
- Интелигенция и литературна провинция – за един задочен диалог между Тончо Жечев и Станислав Сивриев
- Тайният скандал или за тайните на скандала. По повод писмата и дневниците на Йордан Вълчев
- Евангелие от Лазар (Разказът „Лазар и Исус“ от Емилиян Станев)
- Персоналистът законодател. Стилът Йордан Вълчев – портрет от натура или литература в литературата

### Белетристика
- 1993 – „На лов без кучета. Цикъл разкази“. Варна: ИК Хирон; Фонд 13 века България, 1992. 201 с.
- 2000 – „Летище за пеликани. Роман партитура“. Велико Търново: Слово, 2000. (ISBN 954-439-628-4)
- 2011 – „Непокорният Лука“. Велико Търново: Фабер, 2011. (ISBN 978-954-400-624-2)